# Guerre boere
Le guerre boere, o più propriamente guerre anglo-boere, ebbero luogo in Sudafrica a cavallo fra il XIX e il XX secolo e contrapposero i britannici e i coloni sudafricani di origine olandese, detti boeri.
La prima guerra anglo-boera si svolse dal 1880 al 1881 e la seconda dal 1899 al 1902. I due conflitti portarono alla supremazia britannica in Sudafrica e posero fine agli stati boeri, ovvero la Repubblica del Transvaal e lo Stato Libero dell'Orange, inglobandole nella Colonia del Capo.

## Prima guerra boera
Il primo scontro venne causato dalla politica di Sir Theophilus Shepstone, che decise di annettere il Transvaal (la Repubblica Sudafricana) all'Impero britannico nel 1877. I boeri protestarono e nel 1880 si ribellarono. Vestiti in abiti color kaki che ben si confondevano col campo di battaglia, i boeri non ebbero problemi ad avvistare da grande distanza ed infliggere pesanti perdite nei ranghi degli avversari britannici, che indossavano invece uniformi rosso brillante. Dopo che una forza britannica comandata da George Pomeroy-Collery venne gravemente sconfitta nella battaglia di Majuba Hill nel febbraio 1881, il governo britannico di Gladstone accordò ai boeri l'autogoverno nel Transvaal, sotto la teorica supervisione britannica.

## Seconda guerra boera
Dopo la scoperta nel 1885 dell'oro nel Transvaal (crinale di Witwatersrand), arrivarono in massa coloni principalmente britannici, detti uitlanders. Questi vennero scarsamente considerati dai boeri e per questo ci furono pressioni per rimuovere il loro governo. Nel 1896 Cecil Rhodes sponsorizzò un inefficace colpo di Stato, culminato con la spedizione di Jameson: il non essere riusciti a ottenere migliori diritti per i britannici venne usato come scusa per giustificare un ammasso di forze militari nella zona del Capo, ma ci fu un'altra ragione per l'intenzione britannica di prendere il controllo della repubblica boera: all'epoca ci fu un tentativo della Repubblica del Transvaal di legarsi all'Africa Tedesca del Sud-Ovest, una possibilità che i britannici, che temevano uno scontro imminente con l'Impero tedesco, decisero di contrastare.
I boeri, guidati dal presidente Paul Kruger (che convinse anche il presidente dello Stato Libero dell'Orange Steyn), colpirono per primi, attaccando nella Colonia del Capo e nel Natal tra l'ottobre 1899 e il gennaio 1900. Essi assediarono con successo le guarnigioni britanniche di Ladysmith, Mafeking (difesa dalle truppe comandate da Robert Baden-Powell) e Kimberley e inflissero ai britannici tre sconfitte in una sola settimana, dal 10 al 15 dicembre 1899. Solo con l'arrivo dei rinforzi, il 14 febbraio 1900, le truppe britanniche comandate da Lord Roberts furono in grado di contrattaccare per poter soccorrere le guarnigioni (la liberazione di Mafeking il 18 maggio 1900, provocò violente celebrazioni in Inghilterra) e permise ai britannici di prendere Bloemfontein il 13 marzo e la capitale boera, Pretoria, il 5 giugno.
Le unità boere si diedero alla guerriglia per altri due anni, mentre i britannici, ora sotto il comando di Lord Kitchener, risposero costruendo fortini, distruggendo fattorie e confiscando il cibo per evitare che cadesse in mano ai boeri e ponendo i civili boeri in campi di concentramento.
Gli ultimi boeri si arresero nel maggio del 1902 e la guerra finì con il trattato di Vereeniging, stipulato nello stesso mese. Si stima che morirono 22000 soldati britannici e 25000 civili boeri. Il trattato pose fine all'esistenza del Transvaal e dello Stato Libero dell'Orange come repubbliche boere, rendendole parte dell'Impero britannico. Ma ai boeri vennero dati tre milioni di sterline come risarcimento e venne loro promesso l'autogoverno (l'Unione del Sud Africa).
Le repubbliche vennero così annesse alla colonia del Sudafrica e i boeri si sparpagliarono in tutto il paese, oltre che nelle confinanti Namibia e Rhodesia e in Mozambico.